# Trójkąt Sztuki
Trójkąt Sztuki (hiszp. Triángulo del Arte lub Triángulo de Oro) – określenie stosowane wobec trzech głównych muzeów sztuki w Madrycie usytuowanych w pobliżu Parku Retiro:
- Muzeum Prado;
- Muzeum Thyssen-Bornemisza;
- Muzeum Narodowe Centrum Sztuki Królowej Zofii.